# Korfa

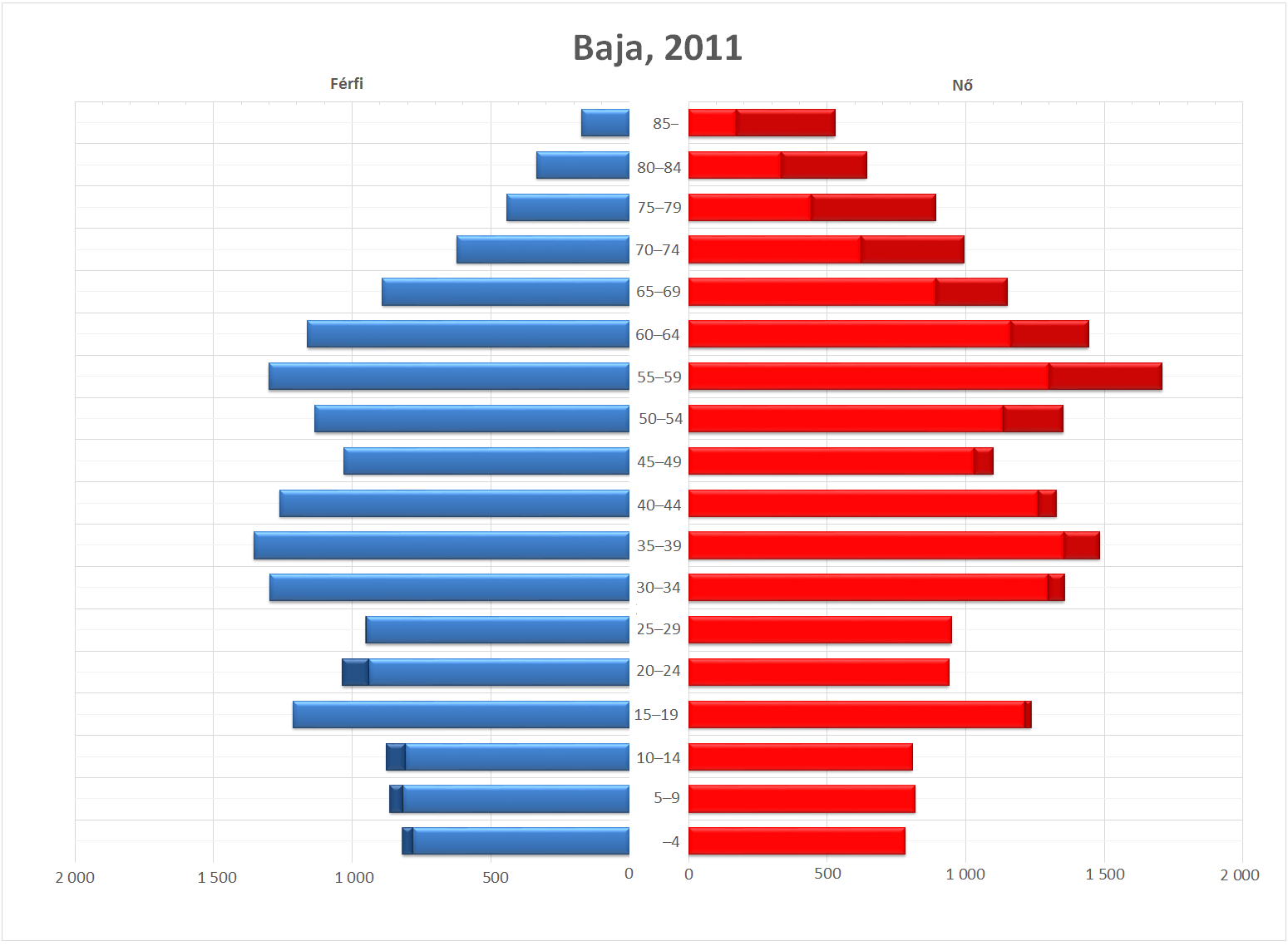
Baja korfája

A korfa demográfiai fogalom; a népesség kor és nemek szerinti megoszlását bemutató összetett grafikon. A lakosság korösszetételének elterjedt grafikai ábrázolása. A korfa az adott populáció férfi és női lakosságának számát vagy százalékos arányát korévenként vagy korcsoportonként ábrázolja. Alakja megmutatja a népesség öregedésének, illetve fiatalodásának mértékét.

## Formája
Általában szalagdiagram) (sávdiagram), ahol minden sáv egy-egy korcsoportot és az adott korcsoportba tartozó férfiak és nők számát vagy arányát jelöli.

## Típusai
- A szaporodó korfa (szaporodó népesség: széles alapú, a csúcsa felé szűkülő, piramis alakú korfa, ami a magas születésszámra és viszonylag alacsony átlagéletkorra utal). Jellemzően a fejlődő országok korfái tartoznak ide.
- A stagnáló korfa (stagnáló népesség: a piramisforma kevésbé kifejezett, a korcsoportok aránya kiegyensúlyozottabb) harang alakú korfa, amelyet az idősebb emberek számának viszonylagos emelkedése jellemez.
- A fogyó (csökkenő) korfa (fogyó népesség: az alapja keskeny, felfelé szélesedő, urnaalakú – ez a magas átlagéletkorra és az alacsony születésszámra utal).[1]

## Értelmezése
- A vízszintes tengely általában a lakosság számát vagy arányát mutatja, a férfiakat balra, a nőket jobbra ábrázolva.
- A függőleges tengely az egyes korcsoportokat jelöli (pl. 0-4 év, 5-9 év stb.).